# یواس‌اس پرودنت (پی‌جی-۹۶)
یواس‌اس پرودنت (پی‌جی-۹۶) (به انگلیسی: USS Prudent (PG-96)) یک کشتی است که طول آن ۲۰۸ فوت (۶۳ متر) می‌باشد. این کشتی در سال ۱۹۴۲ ساخته شد.